# Lista monumentelor naturii de tip geologic sau paleontologic din Republica Moldova
Ariile protejate din Republica Moldova sunt categorisite în mai multe tipuri, unul din care este monumente naturale. Acestea, la rândul lor, se împart în geologice sau paleontologice, hidrologice și botanice. 
Lista dată conține cele 86 de monumente ale naturii de tip geologic sau paleontologic, conform Legii nr. 1538 din 25 februarie 1998 privind fondul ariilor naturale protejate de stat.
| Denumire                                                               | Raion | Amplasare | Proprietar                                                                               | Suprafață          | Coordonate                                                  | Imagine        |
| ---------------------------------------------------------------------- | ----- | --- | ---------------------------------------------------------------------------------------- | ------------------ | ----------------------------------------------------------- | -------------- |
| Amplasamentul de faună de lângă satul Calfa                            | AN    | la nord-vest de satul Calfa, la est de podul peste calea ferată, pe malul drept al râului Bîc | Cooperativa Agricolă de Producție „Vierul”                                               | 35 sau 11,79 ha    | 46°54′44″N 29°22′02″E / 46.912302°N 29.367102°E             | vezi mai multe |
| Meandrul de la Pererîta                                                | BR    | la sud de satul Pererîta, pe malul stâng al râului Prut | Primăria satului Pererîta                                                                | 5 ha               | 48°11′10″N 26°53′50″E / 48.186086°N 26.897201°E             | vezi mai multe |
| Peștera carstică „Emil Racoviță” și zona carstică adiacentă            | BR    | la nord-vest de localitatea Criva, raionul Briceni, pe partea dreaptă a traseului Chișinău–Cernăuți                                                                                                | Cariera de ghips din satul Criva                                                         | 80 sau 51 ha       | 48°16′37″N 26°38′13″E / 48.276962°N 26.636853°E             | vezi mai multe |
| Amplasamentul fosilifer de lângă satul Pelinei                         | CH    | în râpele din zona de vest a satului Pelinei, pe povârnișul drept al râului Cahul (ocolul silvic Vulcănești, parcela 61C)                                                                          | Întreprinderea pentru Silvicultură „Silva-Sud” Cahul                                     | 5 sau 65 ha        | 45°49′48″N 28°18′25″E / 45.830082°N 28.307057°E             |                |
| Amplasamentul fosilifer de lângă satul Moscovei                        | CH    | între satele Moscovei (raionul Cahul) și Dermengi (raionul Taraclia), pe povârnișul drept al văii râului Salcia Mare (ocolul silvic Moscovei, parcela 52G, 53B; 2, 3)                              | Întreprinderea pentru Silvicultură „Silva-Sud” Cahul                                     | 10 sau 18,49 ha    | 45°53′00″N 28°23′49″E / 45.883253°N 28.397029°E             | vezi mai multe |
| Râpa Tartaul                                                           | CH    | la 0,5 km nord de satul Tartaul de Salcie, pe versantul stâng al râului Salcia Mică | Primăria satului Tartaul de Salcie                                                       | 2 ha               | 45°59′29″N 28°24′55″E / 45.9914°N 28.415151°E               | vezi mai multe |
| Stânca Japca                                                           | FR    | în preajma mănăstirii omonime, în apropierea drumului care leagă satele Sănătăuca, Bursuc și Japca                                                                                                 | Primăria comunei Japca                                                                   | 10 ha              | 48°00′02″N 28°41′57″E / 48.000474°N 28.699035°E             | vezi mai multe |
| Pâlnii carstice                                                        | CC    | la nord de satul Hrușca | Consiliul sătesc Hrușca                                                                  | 80 ha              | 48°08′05″N 28°33′26″E / 48.134673°N 28.557238°E             |                |
| Râpa Namălvii                                                          | FR    | la marginea de sud-est a satului Bursuc | Primăria comunei Japca                                                                   | 100 sau 35 ha      | 47°57′42″N 28°44′48″E / 47.961565°N 28.746779°E             | vezi mai multe |
| Complexul „Rașcov”                                                     | CC    | la est și la sud de Rașcov, pe „Dealul Roșu”, în apropierea drumului Rîbnița–Camenca | Gospodăria Silvică de Stat Rîbnița                                                       | 123 ha             | 47°57′42″N 28°49′45″E / 47.961551111111°N 28.829178888889°E | vezi mai multe |
| Aflorimentul proterozoicului superior (vendian) de lângă satul Cerlina | SR    | la sud-vest de satul Cerlina pe coasta abruptă a Nistrului | Primăria comunei Nimereuca                                                               | 60 sau 56 ha       | 48°04′39″N 28°35′44″E / 48.077566°N 28.595523°E             | vezi mai multe |
| Cariera Cociulia                                                       | CT    | la 1 km nord de satul Cociulia, în cariera de nisip și pietriș | Primăria satului Cociulia                                                                | 1 sau 2,2 ha       | 46°21′45″N 28°23′50″E / 46.362592°N 28.39735°E              | vezi mai multe |
| Râpa Taraclia                                                          | CS    | partea de sud-est a satului Taraclia, pe malul stâng al râului Ceaga | Primăria satului Taraclia                                                                | 12 sau 7,14 ha     | 46°33′53″N 29°07′48″E / 46.564796°N 29.129906°E             | vezi mai multe |
| Cariera „Cimitirul Cailor”                                             | CL    | la nord de satul Păulești | Societatea pe Acțiuni „Păulești”                                                         | 2 ha               | 47°16′24″N 28°21′43″E / 47.273408°N 28.362014°E             | vezi mai multe |
| Râpa lui Tofan                                                         | CL    | la marginea vestică a satului Vălcineț | Întreprinderea Agricolă „Vălcineț”                                                       | 5 ha               | 47°16′34″N 28°06′44″E / 47.276045°N 28.112193°E             |                |
| Râpa „În Dos”                                                          | CL    | la 1 km sud de satul Sipoteni | Întreprinderea Agricolă „Sipoteni”                                                       | 2 ha               | 47°15′53″N 28°11′05″E / 47.264849°N 28.184588°E             | vezi mai multe |
| Cariera de lângă satul Zaim                                            | CS    | pe panta dreaptă a râului Botna | Primăria comunei Zaim                                                                    | 4 sau 3,03 ha      | 46°37′35″N 29°22′25″E / 46.626298°N 29.373498°E             | vezi mai multe |
| Aflorimentul Fîrlădeni                                                 | CS    | lângă satul Fîrlădeni, în râpa de pe partea dreaptă a văii râulețului Fîrlădeni, în apropiere de drumul spre Căușeni                                                                               | Primăria comunei Fîrlădeni                                                               | 5 sau 10,13 ha     | 46°47′00″N 29°23′28″E / 46.78321°N 29.391142°E              |                |
| Râpa din Sălcuța                                                       | CS    | la sud-est de satul Sălcuța, ocolul silvic Căușeni, Sălcuța, parcela 43, subparcela 3a | Gospodăria Silvică de Stat Bender                                                        | 3 ha               | 46°34′59″N 29°15′57″E / 46.583166°N 29.265926°E             |                |
| Aflorimentul Baurci                                                    | GE    | pe drumul Congaz-Baurci, la 2 km de podul peste râul Ialpug, ocolul silvic Congaz, Congaz, parcela 38, subparcela 12                                                                               | Gospodăria Silvică de Stat Iargara                                                       | 1 ha               | 46°06′26″N 28°37′05″E / 46.107214°N 28.617952°E             | vezi mai multe |
| Râpele de la Ceadîr-Lunga                                              | GE    | la est de municipiul Ceadîr-Lunga (ocolul silvic Ceadîr-Lunga, parcela 86) | Întreprinderea pentru Silvicultură „Silva-Sud” Cahul                                     | 10 sau 45,35 ha    | 46°02′41″N 28°50′49″E / 46.044764°N 28.847029°E             | vezi mai multe |
| Râpa „Coțofana”                                                        | CM    | la est de satul Gura Galbenei; ISS Iargara, ocolul silvic Maximeni | Întreprinderea Silvică de Stat Cimișlia                                                  | 10 sau 4,66 ha     | 46°41′38″N 28°43′08″E / 46.694025°N 28.718798°E             |                |
| Secțiunea geologică din valea râului Ialpug                            | GE    | în orașul Comrat, panta stângă a văii râului Ialpug, ocolul silvic Comrat, Comrat-IV, parcela 34, subparcela 11                                                                                    | Gospodăria Silvică de Stat Iargara                                                       | 5,6 ha             | 46°19′31″N 28°40′46″E / 46.325361°N 28.679577°E             | vezi mai multe |
| Soluri fosile pe terasele nistrene                                     | CR    | la sud-est de satul Mălăiești | Întreprinderea de Stat pentru Silvicultură Chișinău                                      | 44 sau 42 ha       | 47°05′34″N 29°08′10″E / 47.092716°N 29.136085°E             | vezi mai multe |
| Aflorimentul Goian                                                     | CR    | lângă satul Goian, la 0,5 km de trecerea magistralei M21 Chișinău–Dubăsari peste R4 Chișinău–Criuleni (ocolul silvic Vadul lui Vodă, parcela 7B)                                                   | Întreprinderea de Stat pentru Silvicultură Chișinău                                      | 1 sau 0,84 ha      | 47°07′48″N 28°55′53″E / 47.129956°N 28.931297°E             | vezi mai multe |
| Peștera surprizelor                                                    | CR    | pe malul drept al Nistrului într-o fâșie de pădure, la 2 km nord-est de orașul Criuleni (trupul de pădure Zolonceni, parcela 27, subparcela C)                                                     | Întreprinderea de Stat pentru Silvicultură Chișinău                                      | 0,4147 sau 0,09 ha | 47°13′56″N 29°09′16″E / 47.232309°N 29.154514°E             | vezi mai multe |
| Movilele recifale de lângă satul Visoca                                | DN    | la sud de satul Visoca | Primăria satului Visoca                                                                  | 15 sau 5 ha        | 48°13′45″N 27°55′16″E / 48.229253°N 27.921085°E             |                |
| Râpa Zgurița                                                           | DR    | la nord de satul Zgurița | Primăria satului Zgurița                                                                 | 15 ha              | 48°08′14″N 28°00′37″E / 48.137184°N 28.010267°E             |                |
| Aflorimentul Chetrosu                                                  | DR    | la vest de satul Chetrosu, lângă autostrada Drochia–Soroca | Primăria satului Chetrosu                                                                | 25 ha              | 48°03′25″N 27°53′16″E / 48.057073°N 27.887861°E             |                |
| Vâlceaua „La Humărie”                                                  | DB    | la vest de satul Ustia pe panta stângă a râului Răut; ocolul silvic Criuleni, Răculești, parcela 10, subparcelele 8-18                                                                             | Gospodăria Silvică de Stat Chișinău                                                      | 64 ha              | 47°14′51″N 29°04′12″E / 47.247425°N 29.069974°E             | vezi mai multe |
| Grotele Brînzeni                                                       | ED    | în recifele Brînzeni, la 13 km sud-est de satul Brînzeni, la marginea platoului pe partea stângă a râului Racovăț; ocolul silvic Edineț, parcela 75 V1                                             | Primăria satului Brînzeni și Întreprinderea de Stat pentru Silvicultură Edineț           | 14 sau 13,23 ha    | 48°03′56″N 27°08′37″E / 48.06566°N 27.143526°E              | vezi mai multe |
| Recifele Brînzeni                                                      | ED    | în preajma satului Brînzeni | Primăria satului Brînzeni                                                                | 44 sau 31,97 ha    | 48°04′33″N 27°10′24″E / 48.07583°N 27.173198°E              | vezi mai multe |
| Defileul Buzdugeni                                                     | ED    | lângă satul Buzdugeni, la confluența râurilor Bogda și Racovăț | Primăria comunei Burlănești                                                              | 100 sau 244,85 ha  | 48°07′27″N 27°10′17″E / 48.12419°N 27.171335°E              | vezi mai multe |
| Defileul Burlănești                                                    | ED    | la nord-vest de satul Burlănești, pe un segment al râului Draghiște | Primăria comunei Burlănești                                                              | 10 sau 42,74 ha    | 48°08′19″N 27°07′20″E / 48.138683°N 27.122133°E             | vezi mai multe |
| Râpa Volodeni                                                          | ED    | între satele Volodeni și Bleșteni | Primăria comunei Bleșteni                                                                | 6 sau 7,2 ha       | 48°07′06″N 27°12′42″E / 48.118367°N 27.211703°E             | vezi mai multe |
| Defileul Trinca                                                        | ED    | la sud-vest de satul Trinca, în valea râului Draghiște | Primăria comunei Trinca                                                                  | 70 sau 58,3 ha     | 48°11′43″N 27°06′09″E / 48.195352°N 27.102604°E             | vezi mai multe |
| Defileul Fetești                                                       | ED    | la sud-vest de satul Fetești, în apropiere de traseul rutier G15 Lopatnic–Edineț | Primăria satului Fetești                                                                 | 68 sau 38,4 ha     | 48°09′55″N 27°06′34″E / 48.165208°N 27.10946°E              | vezi mai multe |
| Cheile Butești                                                         | GL    | la sud-est de satul Butești | Primăria comunei Camenca (24,15 ha) și Primăria satului Butești (32,27 ha)               | 110 sau 96 ha      | 47°47′48″N 27°20′10″E / 47.796741666667°N 27.336125°E       | vezi mai multe |
| Stînca Mare                                                            | GL    | la 2 km est de satul Cobani | Primăria satului Cobani                                                                  | 105 sau 16,34 ha   | 47°44′44″N 27°19′33″E / 47.745536°N 27.325945°E             | vezi mai multe |
| Râpele de la Văsieni                                                   | IL    | pe coasta dreaptă a văii râului Botna, la vest de spitalul din Văsieni | Primăria satului Văsieni                                                                 | 3 sau 4,1 ha       | 46°58′06″N 28°34′35″E / 46.968395°N 28.576388°E             | vezi mai multe |
| Aflorimentul Costești                                                  | IL    | la nord de satul Costești, pe coasta stângă a văii râului Botna, lângă drumul spre Mileștii Mici                                                                                                   | Primăria satului Costești și Societatea pe Acțiuni „Ialoveni”                            | 1 ha               | 46°51′45″N 28°48′00″E / 46.862412°N 28.8°E                  | vezi mai multe |
| Reciful Ialoveni                                                       | IL    | la marginea de sud-vest a orașului Ialoveni, pe drum spre satul Costești, pe malul stâng al râului Ișnovăț                                                                                         | Primăria orașului Ialoveni                                                               | 3 sau 4,5 ha       | 46°56′14″N 28°47′01″E / 46.937145°N 28.783483°E             | vezi mai multe |
| Hârtopul de lângă orașul Nisporeni                                     | NS    | la 6 km sud de orașul Nisporeni, pe malul stâng al râului Nîrnova | Firma Agricolă „Nisporeni”                                                               | 200 ha             | 47°02′27″N 28°11′05″E / 47.040931°N 28.184652°E             | vezi mai multe |
| Fractura tectonică Seliște                                             | NS    | la 1 km sud de satul Seliște | Întreprinderea Agricolă „Moldova”                                                        | 240 ha             | 47°08′05″N 28°08′12″E / 47.134645°N 28.136771°E             | vezi mai multe |
| Rîpa Adîncă                                                            | OC    | la marginea nordică a satului Verejeni | Întreprinderea Agricolă „Nistru”                                                         | 6 ha               | 48°27′04″N 27°36′08″E / 48.451225°N 27.602223°E             |                |
| Afloriment de cremene compactă                                         | OC    | la vest de satul Naslavcea, în valea pârâului Chisărău (ocolul silvic Ocnița, Naslavcea, parcela 2, subparcelele 1-8)                                                                              | Întreprinderea de Stat pentru Silvicultură Edineț                                        | 20 sau 7 ha        | 48°26′48″N 27°31′24″E / 48.446737°N 27.523413°E             | vezi mai multe |
| Aflorimentul de nisipuri tortoniene de lângă gara Naslavcea            | OC    | la 1,5-2,2 km sud de stația de cale ferată Naslavcea, în zona aliniamentului căii ferate Naslavcea–Bîrnova                                                                                         | Î.S. „Calea Ferată din Moldova”                                                          | 1 ha               | 48°25′31″N 27°35′18″E / 48.42524°N 27.588466°E              | vezi mai multe |
| Râpa „Carpov Iar”                                                      | OC    | la vest de satul Naslavcea, pe versantul stâng al albiei râulețului Chisărău, la aprox. 2 km de la gura de vărsare a acestuia (ocolul silvic Ocnița, Naslavcea, parcela 3, subparcelele 3, 22, 23) | Întreprinderea de Stat pentru Silvicultură Edineț                                        | 18 sau 18,5 ha     | 48°27′27″N 27°34′12″E / 48.457605°N 27.570054°E             | vezi mai multe |
| Râpa „Rudîi Iar”                                                       | OC    | în satul Naslavcea, nu departe de „Carpov Iar” (ocolul silvic Ocnița, Naslavcea, parcela 3, subparcelele 1, 2, 4, 18-21)                                                                           | Întreprinderea de Stat pentru Silvicultură Edineț                                        | 22,5 sau 19 ha     | 48°27′47″N 27°34′16″E / 48.462962°N 27.571063°E             | vezi mai multe |
| O porțiune a malului abrupt al Nistrului                               | OC    | între satele Naslavcea și Lencăuți (ocolul silvic Otaci, Lencăuți, parcelele 1-3) | Primăria comunei Lencăuți (150 ha) și Întreprinderea pentru Silvicultură Soroca (158 ha) | 308 ha             | 48°27′12″N 27°36′34″E / 48.453395°N 27.609515°E             | vezi mai multe |
| Falia tectonică de lângă satul Naslavcea                               | OC    | la nord de satul Naslavcea (ocolul silvic Ocnița, Stînca, parcela 1) | Întreprinderea de Stat pentru Silvicultură Edineț                                        | 82 sau 95 ha       | 48°28′23″N 27°32′59″E / 48.472978°N 27.549852°E             |                |
| Vâlceaua „Partea Cneazului”                                            | OC    | la sud de satul Mereșeuca (ocolul silvic Ocnița, Naslavcea, parcela 3, subparcelele 3, 22, 23) | Primăria satului Mereșeuca                                                               | 20 ha              | 48°25′10″N 27°41′24″E / 48.419411°N 27.689868°E             | vezi mai multe |
| Râpa „La Izvoare”                                                      | OC    | la sud-vest de orașul Otaci | Primăria orașului Otaci                                                                  | 115 ha             | 48°26′12″N 27°46′34″E / 48.436767°N 27.776102°E             | vezi mai multe |
| Amplasament de vertebrate fosile                                       | OR    | la marginea de vest a satului Pocșești | Primăria comunei Donici                                                                  | 2 sau 27,28 ha     | 47°14′37″N 28°40′52″E / 47.243639°N 28.680994°E             | vezi mai multe |
| Defileul Orhei                                                         | OR    | la extremitatea de sud-vest a orașului Orhei, în valea râului Răut | Primăria orașului Orhei                                                                  | 100 sau 102,9 ha   | 47°21′50″N 28°49′43″E / 47.363868°N 28.828661°E             | vezi mai multe |
| Recif pe malul râului Răut                                             | OR    | pe malul drept al râului Răut, la 1 km de satul Pohorniceni, peste râu de satul Piatra | Primăria satului Pohorniceni                                                             | 3 sau 36,45 ha     | 47°21′15″N 28°53′54″E / 47.35406°N 28.898284°E              | vezi mai multe |
| Stânca Mîgla                                                           | OR    | la 0,5 km nord-vest de satul Piatra, pe malul stâng al râului Răut | Primăria satului Pohorniceni                                                             | 3 ha               | 47°22′32″N 28°53′18″E / 47.375664°N 28.888329°E             | vezi mai multe |
| Amplasamentul de floră fosilă de lângă satul Ignăței                   | RZ    | la sud de satul Ignăței lângă punctul trigonometric 225,5 m | Primăria satului Ignăței                                                                 | 1 ha               | 47°39′38″N 28°40′47″E / 47.660428°N 28.679659°E             |                |
| Amplasament fosil de dinoteriu                                         | RZ    | la sud de satul Pripiceni-Răzeși, coasta dreaptă a văii râului Cogîlnic, afluent al Răutului (ocolul silvic Cinișeuți, parcela 90 F)                                                               | Primăria satului Pripiceni-Răzeși și Întreprinderea Silvică Șoldănești                   | 1 sau 3,69 ha      | 47°40′54″N 28°46′08″E / 47.681784°N 28.768773°E             | vezi mai multe |
| Cariera din Boșernița (părăsită)                                       | RZ    | la vest de satul Boșernița, pe versantul stâng al râului Ciorna | Primăria orașului Rezina                                                                 | 5 ha               | 47°46′49″N 28°58′38″E / 47.780246°N 28.977202°E             | vezi mai multe |
| Argile etuliene pe malul Nistrului                                     | RZ    | la vest de satul Ciorna, în partea superioară a versantului drept al văii râului Ciorna | Primăria orașului Rezina                                                                 | 3 ha               | 47°46′37″N 28°58′02″E / 47.777025°N 28.967294°E             |                |
| Defileul Duruitoarea                                                   | RS    | în partea de est a satului Duruitoarea, pe malul stâng al râului Ciuhur, afluent al Prutului | Primăria orașului Costești                                                               | 40 sau 6,63 ha     | 47°52′13″N 27°15′57″E / 47.87038°N 27.265806111111°E        | vezi mai multe |
| Defileul Văratic                                                       | RS    | la est de satul Văratic, în apropierea gurii râulețului Stăncăuți | Primăria satului Văratic                                                                 | 10 sau 21,3 ha     | 47°55′08″N 27°17′15″E / 47.918885°N 27.287528°E             | vezi mai multe |
| Reciful Proscureni                                                     | RS    | la 500 m nord de orașul Costești, la baza schibei Costești, la est de satul Duruitoarea, nu departe de defileul Duruitoarea                                                                        | Primăria orașului Costești                                                               | 10 sau 5,66 ha     | 47°52′00″N 27°15′18″E / 47.866777°N 27.255091°E             | vezi mai multe |
| Afloriment în blocul Soloneț                                           | SG    | în preajma satului Gura-Oituz, lângă punctul trigonometric 297 m | Primăria comunei Bălășești                                                               | 15 ha              | 47°42′03″N 28°21′27″E / 47.70089°N 28.357632°E              | vezi mai multe |
| Râpa „Bechirov Iar”                                                    | SR    | la sud de orașul Soroca, ocolul silvic Soroca, Zastînca-II, parcela 24, în nemijlocita apropiere de șoseaua națională Chișinău–Soroca (strada Independenței)                                       | Întreprinderea pentru Silvicultură Soroca                                                | 46 sau 48 ha       | 48°08′46″N 28°17′48″E / 48.146129°N 28.296661°E             | vezi mai multe |
| Afloriment de nisipuri și gresii                                       | SR    | în satul Redi-Cereșnovăț, pe versantul de est al carierei | Întreprinderea Agricolă „Redi”                                                           | 0,5 ha             | 48°04′22″N 28°19′06″E / 48.072744°N 28.318269°E             |                |
| Pragurile Nistrului                                                    | SR    | în preajma satului Cosăuți, albia Nistrului, în apropierea carierei de granit | SA Cariera de granit și pietriș din Soroca                                               | 8 ha               | 48°13′07″N 28°15′31″E / 48.218551°N 28.258491°E             | vezi mai multe |
| Aflorimentul de gresii și granit de la Cosăuți                         | SR    | pe versantul de vest al carierei părăsite din satul Cosăuți, de-a lungul drumului care leagă cariera de granit cu cea de gresii                                                                    | SA Cariera de granit și pietriș din Soroca                                               | 2 ha               | 48°12′22″N 28°15′03″E / 48.20613°N 28.250892°E              | vezi mai multe |
| Colina „Casca”                                                         | SR    | la marginea de sud-vest a satului Cremenciung, în valea fluviului Nistru | Întreprinderea pentru Silvicultură Soroca                                                | 37,6 sau 45 ha     | 48°15′37″N 28°04′27″E / 48.260223°N 28.074188°E             | vezi mai multe |
| Cariera „Cazacu”                                                       | ST    | la nord de stația de cale ferată Vatra | Primăria municipiului Chișinău                                                           | 3 sau 1,19 ha      | 47°05′11″N 28°44′46″E / 47.08651°N 28.746197°E              | vezi mai multe |
| Râpa „La Chetrărie”                                                    | ST    | la est de satul Vorniceni | Primăria satului Vorniceni                                                               | 3 ha               | 47°08′39″N 28°26′38″E / 47.144179°N 28.443947°E             | vezi mai multe |
| Profilul geologic de lângă satul Socola                                | SD    | spre vest de satul Socola, în apropierea bisericii din sat | Primăria satului Vadul-Rașcov                                                            | 10 ha              | 47°54′20″N 28°48′46″E / 47.905623°N 28.812869°E             | vezi mai multe |
| Aflorimentul Răspopeni                                                 | SD    | la 1 km sud de satul Răspopeni, pe drumul spre satul Ignăței (ocolul silvic Olișcani, parcela 115 L, K, V2, I)                                                                                     | Primăria satului Răspopeni                                                               | 15 sau 16,4 ha     | 47°42′06″N 28°38′28″E / 47.70176°N 28.641229°E              | vezi mai multe |
| Cariera părăsită de lângă stația de cale ferată Șoldănești             | SD    | pe versantul drept al văii râului Ciorna, la vest de stația de calea ferată Șoldănești și la nord de satul Olișcani                                                                                | Primăria satului Olișcani                                                                | 1 sau 12,86 ha     | 47°49′11″N 28°44′15″E / 47.819698°N 28.737537°E             |                |
| Râpa de Piatră                                                         | SV    | în partea de nord-vest a satului Tudora, pe malul drept al fluviului Nistru la 190 m de acesta | Primăria satului Tudora                                                                  | 2 sau 7,27 ha      | 46°26′29″N 30°02′31″E / 46.441375°N 30.041937°E             |                |
| Râpa lui Albu                                                          | SV    | la periferia de sud a satului Cioburciu, în ravena de-a lungul drumului ce duce în sat (ocolul silvic Olănești, parcela 1N1, 1N2)                                                                  | Întreprinderea de Stat pentru Silvicultură „Tighina” (Bender)                            | 2 sau 2,85 ha      | 46°35′50″N 29°42′29″E / 46.597191°N 29.708025°E             |                |
| Râpa din Purcari                                                       | SV    | pe versantul drept al Nistrului la 1,9 km de acesta, la 1 km vest de satul Purcari (ocolul silvic Olănești, parcela 37E, 37N1)                                                                     | Primăria satului Purcari și Întreprinderea pentru Silvicultură „Tighina”                 | 5 sau 5,51 ha      | 46°33′12″N 29°50′01″E / 46.553449°N 29.833545°E             |                |
| Râpa Budăi                                                             | TR    | la marginea de vest a satului Budăi, pe coasta dreaptă a râului Salcia | Întreprinderea Silvică de Stat Cahul                                                     | 5 sau 9,62 ha      | 45°50′50″N 28°26′56″E / 45.847281°N 28.448839°E             | vezi mai multe |
| Râpa Musaitu                                                           | TR    | în satul Musaitu, pe partea dreaptă a văii râului Salcia Mare, în râpa din zona cimitirului, deasupra părții de mijloc a satului (ocolul silvic Taraclia, parcela 65M)                             | Primăria satului Musaitu                                                                 | 5 sau 6,64 ha      | 45°49′22″N 28°29′17″E / 45.822767°N 28.488055°E             | vezi mai multe |
| Aflorimentul de lângă orașul Taraclia                                  | TR    | la sud de orașul Taraclia de-a lungul pantei stângi a vâlcelei, ocolul silvic Taraclia, Taraclia-II, parcela 20, subparcela 1                                                                      | Gospodăria Silvică de Stat Cahul                                                         | 4,1 ha             | 45°53′57″N 28°41′25″E / 45.899107°N 28.690388°E             | vezi mai multe |
| Terasa levantină din zona codrilor                                     | UN    | la 1,5 km sud-est de satul Buciumeni, pe panta stângă a vâlcelei râului Gîrla-Mare, la cumpăna apelor                                                                                              | Întreprinderea Agricolă „Buciumeni”                                                      | 5 ha               | 47°21′42″N 27°43′51″E / 47.36169°N 27.73079°E               | vezi mai multe |
| Panta abruptă de lângă satul Sinești                                   | UN    | la 2 km sud-vest de satul Sinești, pe panta stângă a vâlcelei râului Pojarna, Tincău | Întreprinderea Agricolă „Sinești”                                                        | 1 ha               | 47°21′50″N 28°03′07″E / 47.363779°N 28.05199°E              |                |
| Afloriment de argile etuliene                                          | GE    | pe panta stângă a văii râului Cahul, deasupra satului Etulia, dar și între localitățile Etulia și Etulia Nouă                                                                                      | Primăria comunei Etulia                                                                  | 10 sau 9,17 ha     | 45°31′14″N 28°25′57″E / 45.520461°N 28.432527°E             | vezi mai multe |
| Aflorimentul de lângă satul Văleni                                     | CH    | la 0,5 km sud de satul Văleni, panta de est a văii râului Prut (ocolul silvic Slobozia Mare, parcela 11F)                                                                                          | Întreprinderea pentru Silvicultură „Silva-Sud” Cahul                                     | 3 sau 0,83 ha      | 45°35′56″N 28°09′52″E / 45.598789°N 28.164511°E             | vezi mai multe |
| Râpa Cișmichioi                                                        | GE    | în partea de est a satului Cișmichioi | Primăria satului Cișmichioi                                                              | 3,01 ha            | 45°32′40″N 28°23′21″E / 45.544534°N 28.389273°E             | vezi mai multe |
| Vâlceaua Colcot                                                        | TS    | la marginea de nord a municipiului Tiraspol, în vecinătatea satului Blijnii Hutor | Primăria municipiului Tiraspol                                                           | 16 ha              | 46°52′29″N 29°38′59″E / 46.874832°N 29.649619°E             | vezi mai multe |

## Istoric
Primele cercetări ale fondului geologic din Basarabia au fost efectuate în secolul al XIX-lea. Savanți ca Pavel Svin'in⁠(d) (1817), Dering (1853), Alexander von Nordmann⁠(d) (1858), Ivan Sințov⁠(d) (1858, 1883), Evgheni Barbot de Marni (1869), Maria Pavlova⁠(d) (1894) au descoperit mai multe formațiuni geologice și reminiscențe scheletice de animale preistorice, iar până în prima jumătate a secolului al XX-lea diferite centre de știință și muzee din Chișinău, Moscova, Sankt-Petersburg, Kiev, Odesa și București au cercetat minuțios teritoriul actualei Republici Moldova, clasificând amplasamentele geologico-paleontologice după perioada de formare. Către anii 1960, erau înregistrate 260 de obiecte geologice și paleontologice.
Pentru a combate deteriorarea amplasamentelor, dar și a altor obiective naturale de importanță deosebită, în 1956 a fost creată Comisia pentru protecția naturii pe lângă Prezidiul Filialei Moldovenești a Academiei de Științe a URSS⁠(d). Ca rezultat al activității acestui consiliu, în 1962 a fost aprobată Hotărîrea Sovietului de Miniștri al RSS Moldovenești din 13 martie 1962 nr. 111, care a instituit regim de protecție asupra 18 obiecte geologice și paleontologice. În 1975, prin Hotărîrea Sovietului de Miniștri al RSSM din 8 ianuarie 1975 nr. 5, lista a fost extinsă la 86 de obiecte. În 1998, după proclamarea independenței, lista a fost revăzută de Parlamentul Republicii Moldova prin Legea nr. 1538-XIII din 25 februarie 1998 privind fondul ariilor naturale protejate de stat.

## Clasificare
După perioada de formare, amplasamentele geologico-paleontologice ale Republicii Moldova se clasifică în:
- amplasamente sarmațiene: Calfa, Bursuc, Naslavcea, recifele și toltrele din bazinul afluenților de stânga ai Prutului de mijloc etc.
- amplasamente miocene: Răspopeni, Taraclia, Fîrlădeni, Cimișlia, Gura Galbenei, Cioburciu
- amplasamente pliocene: văile râurilor Prut, Cahul și Salcia Mare (amplasamentele Văleni, Pelinei, Moscovei, Musaitu ș.a.)
- amplasamente pleistocene: Cișmichioi, vâlceaua Colcot etc.

După regionarea geomorfologică, se deosebesc următoarele zone:
- Podișul Hotinului, situat în partea de nord a țării. Cea mai mare parte a acestui teritoriu este acoperită de sedimente badeniene și volhiniene, iar în văile Nistrului și Prutului sunt dezgolite sedimente ale cretacicului și precambrianului. Fâșiile recifale din această zonă sunt cunoscute sub termenul „toltre” — Toltrele Prutului și Toltrele Nistrului.
- Podișul Nistrului, situat la marginea estică a Podișului Moldovei de Nord. Este alcătuit în mare parte de sedimente volhiniene și basarabiene, iar în Valea Nistrului sunt expuse aflorimente ale cretacicului, vendian și proterozoicului superior.
- Câmpia Prutului Mijlociu, situat de-a lungul Prutului. Este alcătuit din sedimente badeniene, volhiniene și basarabiene. Aici se află partea de sud a Toltrelor Prutului.
- Podișul Podolic, situat în stânga Nistrului, în Ucraina. Spațiul de pe teritoriul Republicii Moldova (nordul Transnistriei) este alcătuit de sedimente volhiniene și basarabiene, iar în Valea Nistrului și a afluenților săi sunt expuse nivele ale cretacicului și proterozoicului superior.
- Podișul Moldovei Centrale, situat în partea centrală a țării. Ariile protejate de aici sunt asociate cu fâșia recifală Camenca-Chișinău de vârstă basarabiană.
- regiuni geomorfologice din sudul țării: Câmpia colinară a Botnei, Colinele Tigheciului, Câmpia Bugeacului, Câmpia Nistrului Inferior. Sunt constituite din formațiunile terigene ale basarabianului, chersonianului, meoțianului, ponțianului, kimerianului și pliocen-pleistocenului. Ariile protejate sunt reprezentate aici (cu unele excepții) de râpi, care formează aflorimente de floră și faună.